# SAMドメイン
SAMドメイン（英: sterile alpha motif domain）は、多様な真核生物のタンパク質に存在する約70残基のドメインであり、さまざまな生物学的過程に関与するタンパク質に幅広く存在するタンパク質間相互作用モジュールである。SAMドメインはホモまたはヘテロオリゴマー化することが示されており、複数の自己会合構造を形成するほか、結合定数は低いものの他のさまざまなSAMドメイン非含有タンパク質とも結合する。
SAMドメインはRNA結合能も有するようである。ショウジョウバエ胚でモルフォゲン勾配の確立を補助するタンパク質であるSmaugは、NanosのmRNAの3' UTRに存在する2つの類似したヘアピン構造に結合することで、その翻訳を抑制する。SmaugのRNA結合領域の結晶構造ではSmaugのSAMドメイン上に正に帯電した残基のクラスターが存在することが示されており、この領域がRNA結合面となっている可能性がある。こうした正の電位はこれまで決定されたSAMドメイン構造の中で独特なものであり、またSmaugのホモログ間で保存されている。こうした結果は、このSAMドメインの主要な役割がRNA結合である可能性を示唆している。
SAMドメインの構造解析により、小さな5本のヘリックスバンドルが2つの大きな相互作用面を形成するように配置されていることが示されている。EPHB2の場合、各々の相互作用面が二量体を形成することができる。こうした2つの異なる単量体間結合面の存在から、SAMが長い多量体構造を形成する可能性が示唆される。

## 菌類のSAM
Ste50pは、主に菌類やその他一部の真核生物にみられるタンパク質である。菌類のSte50pは、外部刺激への応答、より具体的は接合、細胞成長、浸透圧耐性を補助する細胞シグナル伝達の一種であるMAPKカスケードに関与している。

### 機能
Ste50pは接合のためのフェロモンの検知に関与している。Ste50pはSte11pに結合し、フェロモンによって誘導されるシグナル伝達応答を延長することが知られている。さらに、窒素枯渇への応答の補助にも関与している。

### 構造
菌類のSte50pのSAMドメインは6本のヘリックスからなり、これらはコンパクトな球状のフォールドを形成している。溶液中では単量体であるが、ヘテロ二量体化（一部の場合にはオリゴマー化）が生じることが多い。

### 相互作用
Ste50pのSAMドメインは、Ste11pのSAMドメインと相互作用することが多い。一方のタンパク質のSAMドメインが他方のタンパク質のSAMドメインに結合することは重要であり、in vitroでは自己結合は生じない。In vivoでは、Ste50pのオリゴマー化が生じている証拠が多く得られている。

## 関連文献
- Joerger, Andreas C.; Rajagopalan, Sridharan; Natan, Eviatar; Veprintsev, Dmitry B.; Robinson, Carol V.; Fersht, Alan R. (2009-10-20). “Structural evolution of p53, p63, and p73: implication for heterotetramer formation”. Proceedings of the National Academy of Sciences of the United States of America 106 (42):  17705–17710. doi:10.1073/pnas.0905867106. ISSN 1091-6490. PMC 2764906. PMID 19815500.